# Juana Souto
Juana María Souto Bartomeo (Pilar, provincia de Buenos Aires, Argentina, 1 de septiembre de 2005) es una futbolista argentina que se desempeña como delantera en Talleres de la Primera División A.

## Trayectoria
Souto practicó deporte desde muy pequeña. En 2018, fue subcampeona nacional de salto en largo en los Juegos Evita. Su primer club de fútbol fue Platense, pero sin lugar fijo entre las titulares se marchó a préstamo por un año a Defensores de Belgrano, club que militaba en la Primera B. Se ubicó entre las goleadoras del equipo y del torneo, con 9 anotaciones. Finalizada la cesión, regresó a la máxima categoría, esta vez firmando para Talleres. Fue una de las primeras jugadoras de la historia del club en firmar un contrato profesional con Las Matadoras, de un total de 16 futbolistas.

## Clubes
| Club                   | País      | Año           |
| ---------------------- | --------- | ------------- |
| Platense               | Argentina | 2023          |
| Defensores de Belgrano | Argentina | 2024          |
| Talleres               | Argentina | 2025-presente |